# 山口縣國際綜合中心

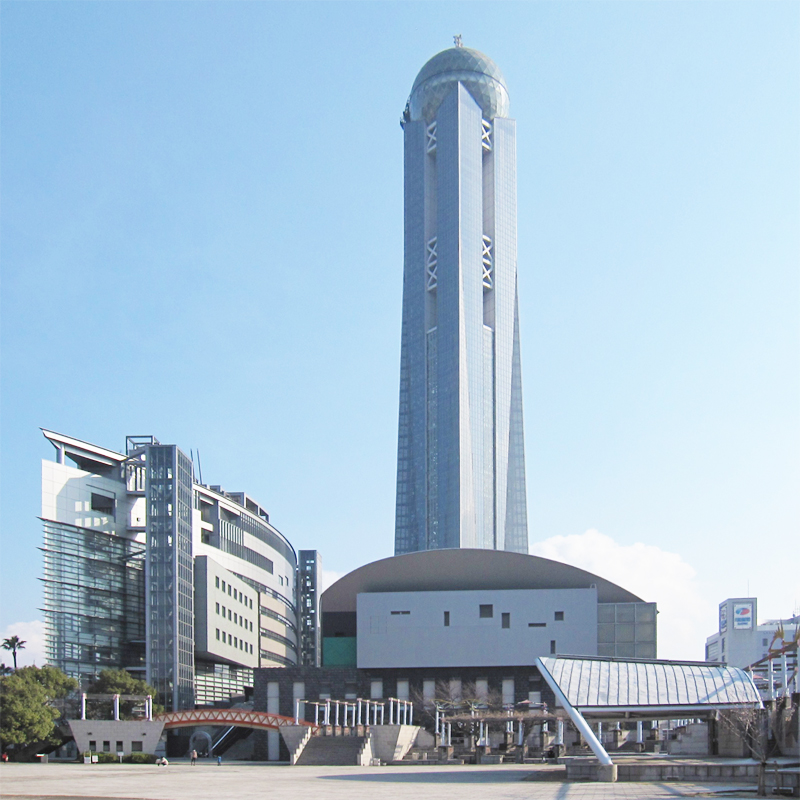
山口縣國際綜合中心

山口縣國際綜合中心（日语：／）是位於日本山口縣下關市豐前田町3丁目3-1的一個會展設施，由山口縣政府和財團法人山口縣國際綜合中心設置並管理運營。國際綜合中心是細江地區舊日本國有鐵道貨運站再開發事業的一部分，和海峽夢廣場鄰接。

## 历史
山口縣國際綜合中心於1994年7月開始建設，在1996年6月竣工，同年8月1日開業。國際綜合中心的海峽夢塔高153米，是西日本最高的自立型塔。

## 国际贸易大楼
国际贸易大楼高10层，有一个超大型现代化国际会议中心，2002年国际捕鲸委员会会议在这里举行过。
该大楼入驻企业：
- YM证劵
- 日本广播协会山口县下关广播支局
- 山口县日中经济交流促进协会
- 日本邮政银行山口地域中心

## 外部連結
- 海峡メッセ下関
- 海峡梦塔 （页面存档备份，存于）